# Цяновиці
Цяновиці (пол. Cianowice) — село в Польщі, у гміні Скала Краківського повіту Малопольського воєводства.
Населення — 1383 особи (2011).
У 1975-1998 роках село належало до Краківського воєводства.

## Демографія
Демографічна структура станом на 31 березня 2011 року:
|          | Загалом | Допрацездатний вік | Працездатний вік | Постпрацездатний вік |
| -------- | ------- | ------------------ | ---------------- | -------------------- |
| Чоловіки | 683     | 167                | 457              | 59                   |
| Жінки    | 700     | 158                | 419              | 123                  |
| Разом    | 1383    | 325                | 876              | 182                  |